# 41. SS-Grenadier-Division Kaleva (finnische Nr. 1)
De 41. SS-Grenadier-Division Kaleva (finnische Nr. 1) was een geplande divisie van de Waffen-SS. De divisie zou aan het einde van de Tweede Wereldoorlog worden opgericht door een samenstelling van diverse troepen. Nog voordat de eenheid daadwerkelijk kon worden opgericht, capituleerde nazi-Duitsland.